# Бутовическое (Гадячский район)

Бутовическое (укр. Бутовичеське) — село,
Харьковецкий сельский совет,
Гадячский район,
Полтавская область,
Украина.
Код КОАТУУ — 5320488202. Население по переписи 2001 года составляло 56 человек.

## Географическое положение
Село Бутовическое находится на расстоянии в 0,5 км от сёл Круглик и Кияшковское.
По селу протекает пересыхающий ручей с запрудой.

## История
- 1680 — дата основания.